# Pueblo jemer

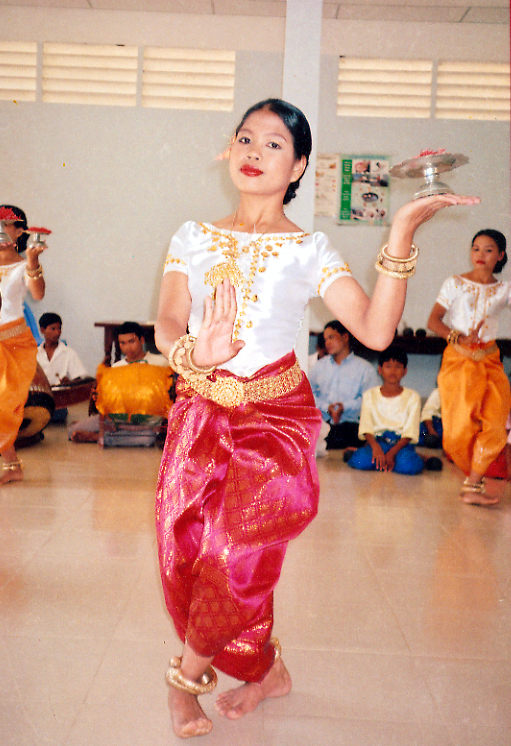
Bailarina camboyana.

El pueblo jemer es la etnia predominante en Camboya, representando aproximadamente el 90 % de los casi 17 millones de habitantes del país. Una mayoría del pueblo jemer habla la lengua austroasiática jemer. La mayoría de los jemeres son seguidores del estilo jemer del budismo Theravada, una versión altamente sincrética que combina elementos del Theravada, hinduismo, animismo y el culto a los antepasados.
Residen importantes poblaciones de jemeres en zonas adyacentes a Tailandia, Jemer del norte  y en la región del delta del río Mekong en el vecino Vietnam (Jemer Krom). También hay que contar a más de un millón de jemeres en la diáspora, los cuales viven principalmente en Francia, Australia y los Estados Unidos. 

### Lectura adicional
- Benjamin Walker, Angkor Empire: A History of the Khmer of Cambodia, Signet Press, Calcuta, 1995.